# Phenacogrammus bleheri
Phenacogrammus bleheri és una espècie de peix de la família dels alèstids i de l'ordre dels caraciformes.

## Morfologia
- Els mascles poden assolir 6,3 cm de longitud total i les femelles 6.[4]

## Hàbitat
És un peix d'aigua dolça i de clima tropical.

## Distribució geogràfica
Es troba a Àfrica: un petit afluent del riu Bari (el Zaire).